# Frostbite Engine
Frostbite Engine är en svensk spelmotor byggt av DICE till spelet Battlefield: Bad Company, som släpptes i juni 2008. Motorn är känd för att den kan hantera förstörbara spelmiljöer. 
Utvecklingsmiljön för spelmotorn kallas FrostED och är C#-baserad. Den har HDR Audio, som justerar olika typer av ljudstyrkor och som gör att spelarna kan höra viktiga ljud mycket tydligare även om man kan höra andra sorters ljudeffekter. Den har också Destruction 1.0, som gör så att spelaren kan förstöra vissa objekt, som till exempel väggar eller lådor. Frostbite är utvecklad för att köras på Xbox 360, Playstation 3 och persondatorer med Windows som stödjer DirectX 10.
Den första modifierade versionen Frostbite 1.5 används i spelen Battlefield 1943, Battlefield: Bad Company 2 och inom multiplayerdelen i Medal of Honor. I Bad Company 2 finns även en modifierad version av Destruction 1.0, Destruction 2.0, som tillåter spelaren att riva ner ett helt hus.
Frostbite 2, med stöd för DirectX 11 och 64-bitars processorer, men inte DirectX 9 eller Windows XP. Spelet Command & Conquer: Generals 2 skulle ha haft Frostbite 2 som sin primära spelmotor innan det lades ner av Victory Studios. I denna version fanns Destruction 3.0, som hade för avsikt att ge en mer realistisk förstörelse av hus och miljöer.

## Spel
Frostbite används i följande spel:
| Titel                                   | År      | Version | Utvecklare                              | Format                                                                              | Genre                                        | DirectX 9.0c | DirectX 10 | DirectX 11 | AMD Mantle |
| --------------------------------------- | ------- | ------- | --------------------------------------- | ----------------------------------------------------------------------------------- | -------------------------------------------- | ------------ | ---------- | ---------- | ---------- |
| Battlefield: Bad Company                | 2008    | 1.0     | EA Digital Illusions CE                 | Playstation 3, Xbox 360                                                             | Förstapersonsskjutare                        | ✘            | ✘          | ✘          | ✘          |
| Battlefield 1943                        | 2009    | 1.5     | EA Digital Illusions CE                 | Playstation 3, Xbox 360                                                             | Förstapersonsskjutare                        | ✘            | ✘          | ✘          | ✘          |
| Battlefield: Bad Company 2              | 2010    | 1.5     | EA Digital Illusions CE                 | Microsoft Windows, Playstation 3, Xbox 360                                          | Förstapersonsskjutare                        | ✔            | ✔          | ✔          | ✘          |
| Medal of Honor (endast flerspelarläget) | 2010    | 1.5     | EA Digital Illusions CE                 | Microsoft Windows, Playstation 3, Xbox 360                                          | Förstapersonsskjutare                        | ✔            | ✔          | ✔          | ✘          |
| Battlefield: Bad Company 2: Vietnam     | 2010    | 1.5     | EA Digital Illusions CE                 | Microsoft Windows, Playstation 3, Xbox 360                                          | Förstapersonsskjutare                        | ✔            | ✔          | ✔          | ✘          |
| Battlefield 3                           | 2011    | 2       | EA Digital Illusions CE                 | Microsoft Windows, Playstation 3, Xbox 360                                          | Förstapersonsskjutare                        | ✘            | ✔          | ✔          | ✘          |
| Need for Speed: The Run                 | 2011    | 2       | EA Black Box                            | Microsoft Windows, Playstation 3, Xbox 360                                          | Racing                                       | ✘            | ✔          | ✔          | ✘          |
| Medal of Honor: Warfighter              | 2012    | 2       | Danger Close Games                      | Microsoft Windows, Playstation 3, Xbox 360                                          | Förstapersonsskjutare                        | ✘            | ✔          | ✔          | ✘          |
| Army of Two: The Devil's Cartel         | 2013    | 2       | Visceral Games                          | Playstation 3, Xbox 360                                                             | Tredjepersonsskjutare                        | ✘            | ✘          | ✘          | ✘          |
| Command & Conquer                       | Nedlagt | 3       | Victory Games                           | Microsoft Windows                                                                   | Realtidsstrategi                             | ✘            | ✔          | ✔          | ✘          |
| Battlefield 4                           | 2013    | 3       | EA Digital Illusions CE                 | Microsoft Windows, Playstation 3, Playstation 4, Xbox 360, Xbox One                 | Förstapersonsskjutare                        | ✘            | ✔          | ✔          | ✔          |
| Need for Speed: Rivals                  | 2013    | 3       | Ghost Games                             | Microsoft Windows, Playstation 3, Playstation 4, Xbox 360, Xbox One                 | Racing                                       | ✘            | ✔          | ✔          | ✔          |
| Plants vs. Zombies: Garden Warfare      | 2014    | 3       | PopCap Games                            | Microsoft Windows, Playstation 3, Playstation 4, Xbox 360, Xbox One                 | Tower defense, Tredjepersonsskjutare         | ✘            | ✔          | ✔          | ✔          |
| Dragon Age: Inquisition                 | 2014    | 3       | BioWare                                 | Microsoft Windows, Playstation 3, Playstation 4, Xbox 360, Xbox One                 | Rollspel                                     | ✘            | ✘          | ✔          | ✔          |
| Battlefield Hardline                    | 2015    | 3       | EA Digital Illusions CE, Visceral Games | Microsoft Windows, Xbox 360, Xbox One, Playstation 4, Playstation 3                 | Förstapersonsskjutare                        | ingen data   | ingen data | ingen data | ingen data |
| Star Wars: Battlefront                  | 2015    | 3       | EA Digital Illusions CE                 | Microsoft Windows, Playstation 4, Xbox One                                          | Tredjepersonsskjutare, Förstapersonsskjutare | ✘            | ✘          | ✔          | ✔          |
| Mass Effect: Andromeda                  | 2016    | 3       | BioWare                                 | Microsoft Windows, Playstation 4, Xbox One                                          | Actionrollspel                               | ingen data   | ingen data | ingen data | ✔          |
| Mirror's Edge Catalyst                  | 2016    | 3       | EA Digital Illusions CE                 | Microsoft Windows, Playstation 4, Xbox One                                          | Actionäventyr                                | ✘            | ✘          | ✔          | ✔          |
| Star Wars: Battlefront II               | 2017    | 3       | EA Digital Illusion CE                  | Microsoft Windows, Playstation 4, Xbox One                                          | Tredjepersonsskjutare, Förstapersonsskjutare |              |            |            |            |
| Battlefield V                           | 2018    | 3       | EA Digital Illusion CE                  | EA Digital Illusion CE                                                              | Förstapersonsskjutare                        |              |            |            |            |
| NHL 22                                  | 2021    | 3       | EA Vancouver                            | Playstation 4, Playstation 5, Xbox One, Xbox Series X och Series S                  | Ishockeyspel                                 | ingen data   | ingen data | ingen data | ingen data |
| Battlefield 2042                        | 2021    | 4       | EA Digital Illusion CE                  | Microsoft Windows, Playstation 4, Playstation 5, Xbox one, Xbox series X & series S | Förstapersonssjutare                         | ingen data   | ingen data | ingen data | ingen data |
| NHL 23                                  | 2022    | 3       | EA Vancouver                            | Playstation 4, Playstation 5, Xbox one, Xbox series X & series S                    | Ishockeyspel                                 | ingen data   | ingen data | ingen data | ingen data |